# Championnat du Portugal féminin de football 1996-1997
Navigation
Édition précédente Édition suivante
Le Nacional Feminino 1996-1997 est la 12e édition du championnat du Portugal féminin de football. Le format de la compétition reste le même que les saisons précédentes. Durant la première phase, quinze équipes divisées en trois groupes régionaux s'affrontent sous forme de championnat, selon le principe des matches aller et retour. À l'issue de cette dernière, les deux premières équipes de chaque groupe s'affrontent dans une phase finale afin de déterminer le champion du Portugal.
Au terme de la saison, le Boavista retrouve sa couronne et remporte son onzième championnat. L'ADC Lobão, vainqueur la saison passée termine à la 3e place. 

## Participants
Ces trois tableaux présentent les quinze équipes qualifiées pour disputer le championnat 1996-1997. On y trouve le nom des clubs, la date de création du club, le nom des stades ainsi que la capacité de ces derniers
La première phase comprend trois groupes de cinq équipes. 
Légende des couleurs
- Vainqueur de la Campeonato Nacional Feminino la saison précédente.
- Promu de division inférieure.

| \| Clube de Albergaria Amarante Boavista Lobão CF Marecos \| Localisation des clubs engagés dans la Zona A du championnat. |
| Clube de Albergaria Amarante Boavista Lobão CF Marecos                                                                     |

| Nom du club         | Date de création | Dernière montée | Division 1995-1996  | Stade                                             | Capacité | Vict. |
| ------------------- | ---------------- | --------------- | ------------------- | ------------------------------------------------- | -------- | ----- |
| Clube de Albergaria | 1890             | 1989            | Campeonato Nacional | Estádio Municipal António Augusto Martins Pereira | -        | /     |
| Amarante FC         | 1923             | 1993            | Campeonato Nacional | -                                                 |          | /     |
| Boavista FC         | 1903             | 1985            | Campeonato Nacional | Campo de Treinos do Estádio do Bessa XXI          | -        | 10    |
| ADC Lobão           | 1978             | 1991            | Campeonato Nacional | -                                                 | -        | 1     |
| CF Marecos          | 1996             | 1996            | -                   | -                                                 |          | /     |

| \| U.Coimbra Escola Ferreirense Mileu Viseu \| Localisation des clubs engagés dans la Zona B du championnat. |
| U.Coimbra Escola Ferreirense Mileu Viseu                                                                     |

| Nom du club         | Date de création | Dernière montée | Division 1995-1996  | Stade                 | Capacité | Vict. |
| ------------------- | ---------------- | --------------- | ------------------- | --------------------- | -------- | ----- |
| CF União de Coimbra | 1919             | 1985            | Campeonato Nacional | -                     | -        | /     |
| Escola Molelinhos   | 1979             | 1990            | Campeonato Nacional | Campo do Vale da Pata | 350      | /     |
| União Ferreirense   | 1916             | 1986            | Campeonato Nacional | -                     | -        | /     |
| GD Mileu            | -                | 1996            | Distrital           | -                     | -        | /     |
| CD Viseu            | -                | 1988            | Campeonato Nacional | -                     | -        | /     |

| \| 1º Dezembro Alcochetense CF Benfica Camarate Goleganense \| Localisation des clubs engagés dans la Zona C du championnat. |
| 1º Dezembro Alcochetense CF Benfica Camarate Goleganense                                                                     |

| Nom du club     | Date de création | Dernière montée | Division 1992-1993  | Stade                    | Capacité | Vict. |
| --------------- | ---------------- | --------------- | ------------------- | ------------------------ | -------- | ----- |
| SU 1º Dezembro  | 1880             | 1994            | Campeonato Nacional | Campo Conde de Sucena    | 1 000    | /     |
| GD Alcochetense | 1937             | 1996            | Distrital           | -                        | -        | /     |
| CF Benfica      | 1933             | 1994            | Campeonato Nacional | Estádio Francisco Lázaro | 1 500    | /     |
| União Camarate  | -                | 1990            | Campeonato Nacional | -                        | -        | /     |
| FC Goleganense  | 1964             | 1996            | Distrital           | -                        | -        | /     |

## Compétition

### Première phase
Classement
Le classement est calculé avec le barème de points suivant : une victoire vaut deux points, le match nul un et la défaite zéro.
Critères de départage en cas d'égalité au classement :
1. classement aux points des matchs joués entre les clubs ex æquo ;
2. différence entre les buts marqués et les buts concédés sur la totalité des matchs joués dans le championnat ;
3. plus grand nombre de buts marqués sur la totalité des matchs joués dans le championnat ;
4. en cas de nouvelle égalité, une rencontre supplémentaire aura lieu sur terrain neutre avec, éventuellement, l’épreuve des tirs au but.

#### Zone A
C'est l'ADC Lobão qui gagne le championnat de la Zone A. L'Amarante Futebol Clube, abandonne la compétition au bout de 2 journées.
| Rang | Équipe              | Pts | J | G | N | P | Bp | Bc  | Diff |
| ---- | ------------------- | --- | - | - | - | - | -- | --- | ---- |
| 1    | ADC LobãoT          | 15  | 6 | 5 | 0 | 1 | 64 | 7   | +57  |
| 2    | Boavista FC         | 12  | 6 | 4 | 0 | 2 | 54 | 8   | +46  |
| 3    | Clube de Albergaria | 12  | 7 | 4 | 0 | 3 | 27 | 15  | +12  |
| 4    | CF MarecosP         | 3   | 7 | 1 | 0 | 6 | 3  | 112 | -109 |
| 5    | Amarante FC         | 0   | 2 | 0 | 0 | 2 | 0  | 6   | -6   |

|  | Qualifiés pour la phase finale de la compétition. |
|  | Relégué en division inférieure. |
|  | T Tenant du titre. P Promu de division inférieure. Pts points ; G victoires ; N match nuls ; P défaites Bp buts marqués ; Bc buts encaissés ; Diff différence de buts |

| Résultats (▼dom., ►ext.)                                   | Lob  | Boa  | Alb  | Mar  | Ama |
| ADC Lobão                                                  |      | 3-2  | 4-0  | 23-0 |     |
| Boavista FC                                                | 4-2  |      | 5-0  | 26-0 |     |
| Albergaria                                                 | 1-6  | 3-0  |      | 10-0 |     |
| CF Marecos                                                 | 0-26 | 0-17 | 0-10 |      | 3-0 |
| Amarante FC                                                |      |      | 0-3  |      |     |
| - Victoire à domicile - Match nul - Victoire à l'extérieur |      |      |      |      |     |

#### Zone B
La zone B voit une nouvelle fois la victoire de l'União de Coimbra, elle est accompagnée par le CD Viseu en phase finale.
| Rang | Équipe              | Pts | J | G | N | P | Bp | Bc | Diff |
| ---- | ------------------- | --- | - | - | - | - | -- | -- | ---- |
| 1    | CF União de Coimbra | 22  | 8 | 7 | 1 | 0 | 49 | 4  | +45  |
| 2    | CD Viseu            | 14  | 8 | 4 | 2 | 2 | 32 | 18 | +14  |
| 3    | Escola Molelinhos   | 10  | 8 | 3 | 1 | 4 | 33 | 18 | +15  |
| 4    | União Ferreirense   | 10  | 8 | 2 | 4 | 2 | 13 | 12 | +1   |
| 5    | GD MileuP           | 0   | 8 | 0 | 0 | 8 | 3  | 78 | -75  |

|  | Qualifiés pour la phase finale de la compétition. |
|  | Relégué en division inférieure. |
|  | T Tenant du titre. P Promu de division inférieure. Pts points ; G victoires ; N match nuls ; P défaites Bp buts marqués ; Bc buts encaissés ; Diff différence de buts |

| Résultats (▼dom., ►ext.)                                   | Coi  | Vis | Esc  | Fer | Mil  |
| CF União de Coimbra                                        |      | 6-1 | 6-1  | 6-0 | 9-0  |
| CD Viseu                                                   | 0-4  |     | 3-1  | 1-1 | 13-2 |
| Escola Molelinhos                                          | 1-4  | 2-3 |      | 1-1 | 13-0 |
| União Ferreirense                                          | 1-1  | 2-2 | 0-1  |     | 6-0  |
| GD Mileu                                                   | 0-13 | 0-9 | 1-13 | 0-2 |      |
| - Victoire à domicile - Match nul - Victoire à l'extérieur |      |     |      |     |      |

#### Zone C
C'est à nouveau le 1º Dezembro, qui remporte le championnat de zone C, sans encaisser un seul but. Devançant largement le CF Benfica.
| Rang | Équipe         | Pts | J | G | N | P | Bp | Bc | Diff |
| ---- | -------------- | --- | - | - | - | - | -- | -- | ---- |
| 1    | SU 1º Dezembro | 24  | 8 | 8 | 0 | 0 | 94 | 0  | +94  |
| 2    | CF Benfica     | 15  | 8 | 5 | 0 | 3 | 45 | 16 | +29  |
| 3    | GoleganenseP   | 12  | 8 | 4 | 0 | 4 | 9  | 46 | -37  |
| 4    | União Camarate | 9   | 8 | 3 | 0 | 5 | 20 | 30 | -10  |
| 5    | AlcochetenseP  | 0   | 8 | 0 | 0 | 3 | 1  | 77 | -76  |

|  | Qualifiés pour la phase finale de la compétition. |
|  | Relégué en division inférieure. |
|  | T Tenant du titre. P Promu de division inférieure. Pts points ; G victoires ; N match nuls ; P défaites Bp buts marqués ; Bc buts encaissés ; Diff différence de buts |

| Résultats (▼dom., ►ext.)                                   | 1ºD  | CFB | Gol  | Cam | Alc  |
| SU 1º Dezembro                                             |      | 6-0 | 19-0 | 4-0 | 17-0 |
| CF Benfica                                                 | 0-7  |     | 0-1  | 8-1 | 13-0 |
| Goleganense                                                | 0-15 | 1-9 |      | 1-0 | 4-1  |
| União Camarate                                             | 0-10 | 0-6 | 2-1  |     | 8-0  |
| Alcochetense                                               | 0-16 | 0-9 | 0-1  | 0-9 |      |
| - Victoire à domicile - Match nul - Victoire à l'extérieur |      |     |      |     |      |

### Phase finale
Les six équipes qualifiées pour la phase finale s'opposent dans un championnat aller-retour. Le Boavista, remporte son onzième titre, laissant à un petit point le 1º Dezembro. Quant au club de Lobão, tenant du titre il termine 3e à 8 points du second.
| Rang | Équipe           | Pts | J  | G | N | P  | Bp | Bc | Diff |
| ---- | ---------------- | --- | -- | - | - | -- | -- | -- | ---- |
| 1    | Boavista FC      | 26  | 10 | 8 | 2 | 0  | 62 | 8  | +54  |
| 2    | SU 1º Dezembro   | 25  | 10 | 8 | 1 | 1  | 37 | 5  | +32  |
| 3    | ADC LobãoT       | 17  | 10 | 5 | 2 | 3  | 44 | 9  | +35  |
| 4    | União de Coimbra | 10  | 10 | 3 | 1 | 6  | 23 | 28 | -5   |
| 5    | CF Benfica       | 9   | 10 | 3 | 0 | 7  | 15 | 42 | -27  |
| 6    | CD Viseu         | 0   | 10 | 0 | 0 | 10 | 2  | 91 | -89  |

|  | Vainqueur de la compétition. |
|  | T Tenant du titre. P Promu de division inférieure. Pts points ; G victoires ; N match nuls ; P défaites Bp buts marqués ; Bc buts encaissés ; Diff différence de buts |

| Résultats (▼dom., ►ext.)                                   | Boa  | 1ºD | Lob | Coi | CFB | Vis  |
| Boavista FC                                                |      | 2-1 | 2-1 | 2-0 | 9-1 | 19-0 |
| SU 1º Dezembro                                             | 1-1  |     | 1-0 | 2-0 | 6-0 | 8-0  |
| ADC Lobão                                                  | 2-2  | 1-2 |     | 2-2 | 5-0 | 15-0 |
| União de Coimbra                                           | 1-9  | 1-3 | 0-5 |     | 3-0 | 9-0  |
| CF Benfica                                                 | 1-4  | 0-6 | 0-6 | 4-2 |     | 7-0  |
| CD Viseu                                                   | 0-12 | 0-7 | 0-7 | 1-5 | 1-2 |      |
| - Victoire à domicile - Match nul - Victoire à l'extérieur |      |     |     |     |     |      |